# 거진중학교
거진중학교(巨津中學校)는 대한민국 강원특별자치도 고성군 거진읍 봉평리에 있는 공립 중학교이다.

## 학교 연혁
- 1961년 4월 15일 : 거진중학교 개교(3학급)
- 1961년 8월 7일 : 초대 교장 김경주 부임
- 1964년 2월 10일 : 제1회 졸업식(91명)
- 1969년 3월 1일 : 거진여자중학교 분리
- 2000년 3월 1일 : 거진중학교로 통합(11학급)
- 2023년 3월 1일 : 제27대 김경미 교장 부임
- 2025년 1월 9일 : 제62회 졸업식(14명) 누계(10,650명)
- 2025년 3월 4일 : 제65회 입학식 (19명)

## 참고 자료
- 거진중학교 - 한국교육학술정보원 학교알리미